# Шипаково (Оричівський район)
Шипако́во (рос. Шипаково) — присілок у складі Орічівського району Кіровської області, Росія. Входить до складу Пустошинського сільського поселення.
Населення становить 5 осіб (2010, 2 у 2002).
Національний склад станом на 2002 рік — росіяни 100 %.